# C/2019 Y4 (ATLAS)
C/2019 Y4 (ATLAS), o cometa ATLAS, es un cometa con una órbita casi parabólica, que fue descubierto por la encuesta ATLAS el 28 de diciembre de 2019. Alrededor del 2 de abril de 2020, el cometa comenzó a desintegrarse. El cometa ha tenido un rendimiento bajo desde entonces. 
C/2019 Y4 (ATLAS) es actualmente el cometa más brillante de 2020 y se puede encontrar en la constelación de Camelopardalis con binoculares o un telescopio. Se espera que el cometa continúe brillando, y es posible que sea visible a simple vista en algún momento de abril o mayo de 2020. Alcanzará su punto más cercano a la Tierra el 23 de mayo y llegará al perihelio (el más cercano al Sol) el 31 de mayo.
El 6 de abril de 2020, algunos astrónomos informaron, en The Astronomer's Telegram, la posible desintegración del cometa ATLAS. El cometa se ha fragmentado en al menos 4 piezas. La fragmentación puede ser el resultado de la desgasificación que causa un aumento en la fuerza centrífuga del cometa. Posteriormente, la NASA informó que el telescopio espacial Hubble identificó "cerca de 30 fragmentos el 20 de abril y 25 piezas el 23 de abril".

## Descubrimiento
El cometa Atlas fue descubierto en imágenes CCD tomadas el 28 de diciembre de 2019, con un telescopio reflector de 0,5 metros (19,7 plg) sobre Mauna Loa en Hawái. Las imágenes fueron tomadas como parte del Sistema de última alerta de impacto terrestre de asteroides (ATLAS) (Asteroid Terrestrial-impact Last Alert System, en inglés). En el momento de su descubrimiento, el cometa brilló en magnitud 19.6 en la constelación de la Osa Mayor vista desde la Tierra. Larry Denneau fue el primero en identificar la apariencia cometaria del objeto, colocando el objeto en la Página de Confirmación de Cometas Posibles del Centro del Planeta Menor, alertando a otros astrónomos. Otras observaciones durante los días posteriores identificaron un coma ; una cola de cometa se hizo cada vez más evidente a medida que continuaban las observaciones.

## Observación inicial y brillo
Entre principios de febrero y cerca de finales de marzo, el cometa Atlas se iluminó por su magnitud de 17 a 8, que representa un aumento de 4000 veces en el brillo. En marzo de 2020, el brillo del cometa aumentó cuatro magnitudes más. El color verde o aguamarina de C/2019 Y4 surge de las emisiones de carbono diatómico con una cola de 0.75° o 10' de color amarillo verdoso. Como objeto difuso, el cometa necesitará alcanzar una magnitud aparente de alrededor de 3–4 para ser notable para un observador casual. A principios de abril, el cometa se desvaneció debido a un importante evento de fragmentación.

Imagen tomada el 28 de marzo de 2020

## Órbita
En el momento de su descubrimiento, el cometa Atlas estaba a casi 3 UA del Sol. Los primeros cálculos orbitales para el cometa se publicaron en la Circular Electrónica del Planeta Menor, y se basaron en observaciones tomadas entre el 28 de diciembre de 2019 y el 9 de enero de 2020, que indican un período orbital de 4.400 años y un perihelio de 0.25 UA. Se observaron similitudes entre los elementos orbitales de C/2019 Y4 y el Gran Cometa de 1844 (C/1844 Y1), lo que sugiere que Atlas es un fragmento del mismo cuerpo parental.
La base de datos JPL Small-Body usando una época del 18 de febrero de 2020, muestra a Atlas con un período orbital de aproximadamente 6,000 años, pero esta solución incluye perturbaciones dentro de la región planetaria. Una solución barcéntrica entrante más útil antes de que el cometa ingresara a la región planetaria muestra un período orbital de aproximadamente 4,800 años. El cometa llegará a su punto más cercano al Sol el 31 de mayo de 2020. Después de abandonar la región planetaria, el cometa tendrá un período orbital saliente de aproximadamente 5,200 años. 

## Ubicación

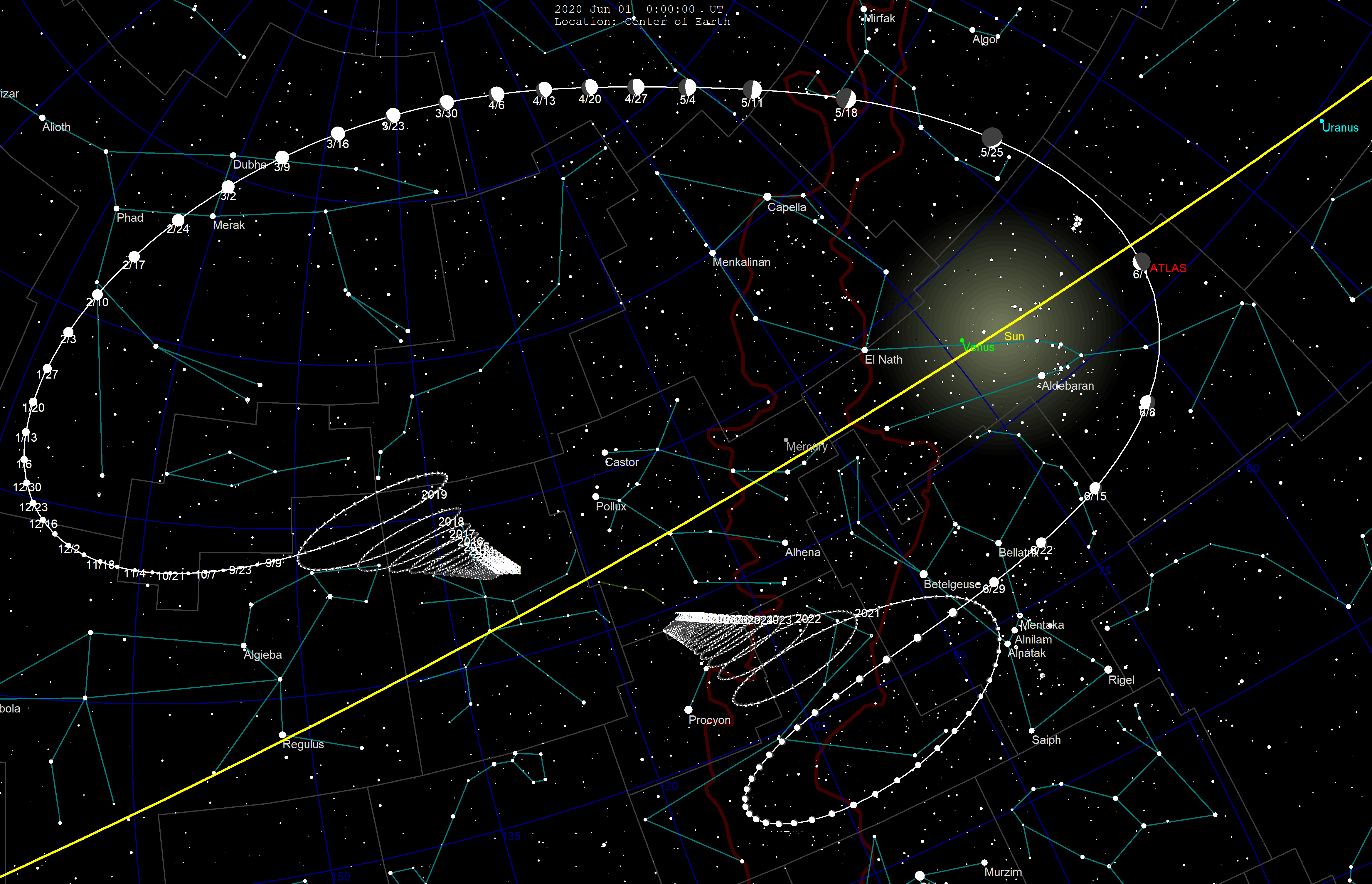
La trayectoria del cometa en el cielo con marcadores de 7 días

De enero a marzo de 2020, el cometa se ubicó en la constelación de la Osa Mayor. Durante todo el mes de abril, el cometa será visible en la constelación de Camelopardalis. El 12 de mayo se mudará a Perseo. Estará en su punto más cercano a la Tierra el 23 de mayo durante una Luna Nueva cuando el cometa estará a 17 grados del Sol. En su periheleón el 31 de mayo estará en la constelación de Tauro a 12 grados del Sol.